# إيفان هولوفتشينكو
إيفان خاريتونوفيتش جولوفتشينكو (بالروسية: Иван Харитонович Головченко) (بالأوكرانية: Іван Харитонович Головченко)، من مواليد 14 أكتوبر 1918، وتوفي بتاريخ 9 نوفمبر 1992، هو ضابط عسكري سوفيتي أوكراني، عمل منصباً لوزير الداخلية في أوكرانيا السوفيتية بتاريخ 9 أبريل 1962، وأُعفي من منصبه بتاريخ 16 يونيو 1982.